# Vương Luân (Thủy hử)
Vương Luân có biệt danh là Bạch Y Tú Sỹ, là 1 nhân vật hư cấu trong tiểu thuyết Thủy hử của Thi Nại Am. Vương Luân sống trong thời Bắc Tống, đi thi nhưng không đỗ, sau đó bất mãn với văn chương nên chuyển sang nghiệp võ nhưng võ công của y cũng rất tầm thường. Vương Luân rủ thêm 3 huynh đệ kết nghĩa nữa là Chu Quý, Đỗ Thiên, Tống Vạn lên Lương Sơn dựng cờ lập trại, tự mình làm trại chủ, chuyên cướp của nhà giàu để hưởng thụ.

## Xung đột với Lâm Xung
Vốn tính Vương Luân rất hẹp hòi, không chịu cho Lâm Xung gia nhập doanh trại nên đã ra lệnh cho Lâm Xung đi giết người, lấy "đầu danh trạng" thì y mới chịu cho gia nhập. Lâm Xung là người nhân nghĩa, không lạm sát, đành phải nghe theo nhưng cũng không làm được. Do vậy Lâm Xung từ đó sinh ra bất bình và sau này giết Vương Luân.

## Bị giết
Tiều Cái và các huynh đệ, sau khi cướp được sinh thần cương chia đều cho mọi người, do Bạch Thắng làm lộ chuyện nên quân triều đình chuẩn bị điều động đến vây bắt. Tống Giang vội phi ngựa đến báo tin, 7 người rủ nhau chạy lên Lương Sơn Bạc lánh nạn, xin Vương Luân thu nạp nhưng y lại khước từ, còn lấy bạc trắng ra tặng để mời đi. Thấy các hảo hán, hào kiệt lần lượt đều bị Vương Luân đuổi khỏi Lương Sơn Bạc, Lâm Xung bất bình, mắng chửi Vương Luân. Thấy mình bị sỉ nhục trước các tướng sĩ, y mắng Lâm Xung không biết trên dưới, dám phạm thượng rồi thách Lâm Xung giết mình. Không ngờ, trong cơn tức giận, Lâm giáo đầu một đao đâm chết Vương Luân, tôn Tiều Cái làm chủ doanh trại.